# Сан Феличе а Канчело
Сан Фелѝче а Канчѐло (на италиански: San Felice a Cancello) е община в Южна Италия, провинция Казерта, регион Кампания. Разположен е на 89 m надморска височина. Населението на общината е 17 675 души (към 2010 г.).
 Административен център на общината е град Сан Феличе (San Felice).